# Municipio de Liberty (condado de Howard)
El municipio de Liberty (en inglés: Liberty Township) es un municipio ubicado en el condado de Howard en el estado estadounidense de Indiana. En el año 2010 tenía una población de 4862 habitantes y una densidad poblacional de 59,09 personas por km².

## Geografía
El municipio de Liberty se encuentra ubicado en las coordenadas 40°29′59″N 85°58′51″O / 40.49972, -85.98083. Según la Oficina del Censo de los Estados Unidos, el municipio tiene una superficie total de 82.28 km², de la cual 81,66 km² corresponden a tierra firme y (0,76 %) 0,62 km² es agua.

## Demografía
Según el censo de 2010, había 4862 personas residiendo en el municipio de Liberty. La densidad de población era de 59,09 hab./km². De los 4862 habitantes, el municipio de Liberty estaba compuesto por el 97,96 % blancos, el 0,53 % eran afroamericanos, el 0,14 % eran amerindios, el 0,56 % eran asiáticos, el 0,25 % eran de otras razas y el 0,56 % eran de una mezcla de razas. Del total de la población el 1,05 % eran hispanos o latinos de cualquier raza.